# Jacek Kuroń
Jacek Jan Kuroń (Lwów, 1934. március 3. – Varsó, 2004. június 17.) lengyel politikus, a lengyel demokratikus ellenzék egyik kiemelkedő vezetője a Lengyel Népköztársaság idejében, népművelő, történész, a Lengyel Cserkészmozgalom (Związek Harcerstwa Polskiego, ZHP) aktivistája, a Munkásvédelmi Bizottság (Komitet Obrony Robotników, KOR) alapító tagja, kétszeres Munkaügyi és Közjóléti Miniszter, a Sejm alsóházi képviselője 1989–2001 között.

## Életrajz
Szocialista gyökerű családban született, ez meghatározta beállítottságát és életpályáját. 1949-ben a Lengyel Fiatalság Szövetségében (Związek Młodzieży Polskiej, ZMP) aktivistája lett. Itt ismerkedett meg Adam Michnikkel, akinek őrsvezetője volt. 1952-től dolgozott teljes munkaidőben a varsói ZMP-ben, mint instruktor. Ekkor lépett be a Lengyel Egyesült Munkáspártba (PZPR). 1953 novemberében eltávolították mind a ZMP-ből, mind PZPR-ből ideológiai okokra hivatkozva.

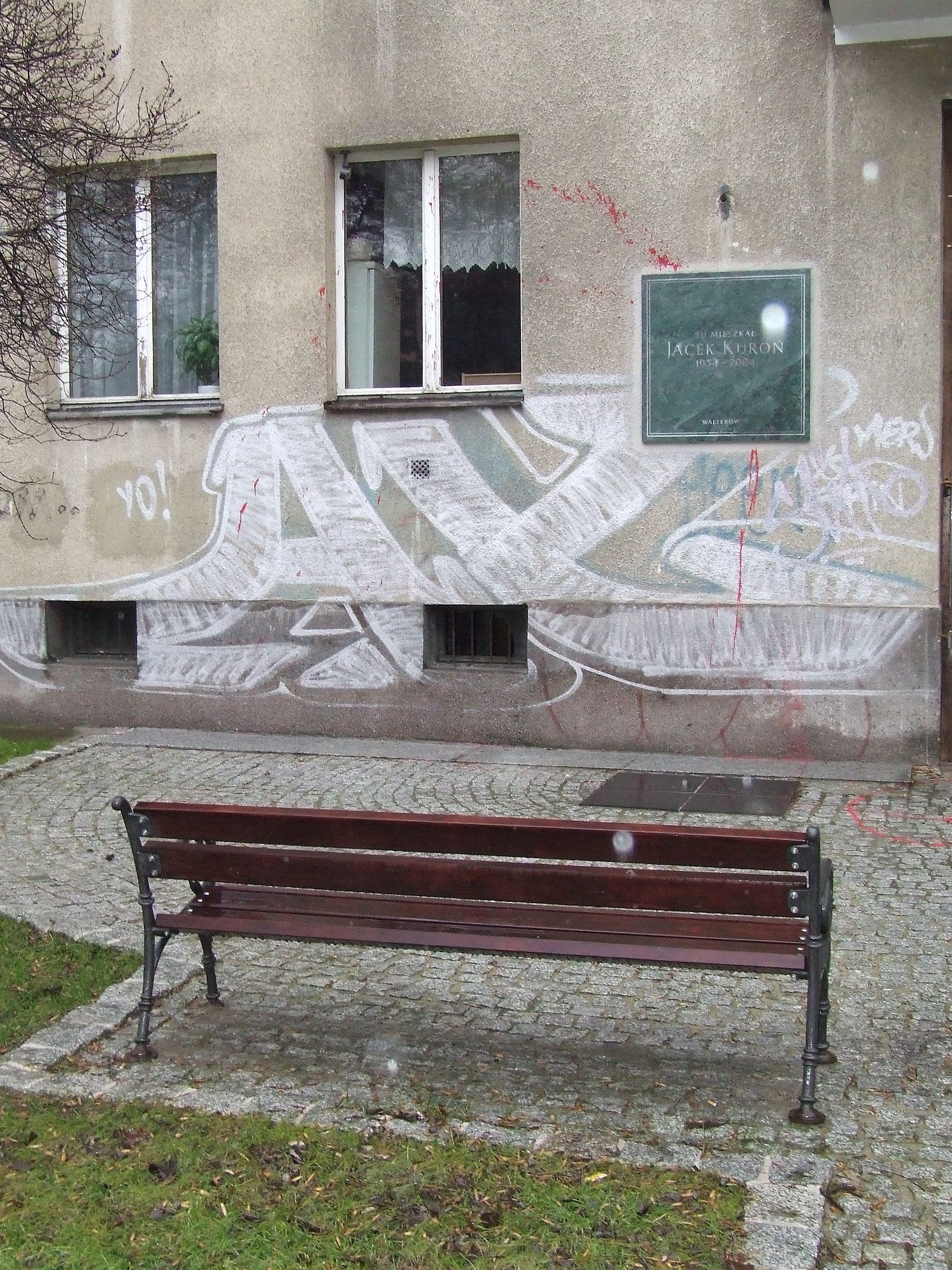
Emléktábla annak a háznak a falán, ahol Jacek Kuroń lakott, – Varsó, Żoliborz, Mickiewicz utca

1957-ben végzett Történelem szakon a Varsói Egyetemen (Uniwersytet Warszawski).
1964-ben Karol Modzelewskivel együtt tette közzé azt a híres PZPR-hez címzett nyílt levelet, amiben kritizálja az állam bürokratizálódását és a rezsim osztályos karakterét. Ennek helyébe "munkás demokráciát" javasolt, olyan megoldásokkal, mint például referendum, amely eldöntené, hogy, hogy a nemzeti jövedelem hány százaléka lenne fordítható fogyasztásra és hány befektetésre. A munkások így "kollektív" módon hoznának döntéseket a gazdasági tervek kérdéseiben. Ezért a levélért három év szabadságvesztésre ítélték 1965-ben. Végül 1967-ben szabadult.
Az 1968. márciusi eseményekkel (Marzec 1968 vagy wydarzenia marcowe) kapcsolatban letartóztatták és diáksztrájkok szervezéséért három és fél év szabadságvesztésre ítélték.
Az egyik szervezője volt az 1975-ös megmozdulásoknak, amiknek a célja volt, hogy megakadályozza az Alkotmányban tervezett változtatásokat. Az egyik aláírója volt az ún. 59-es listának. Az egyik alapító tagja a Munkásvédelmi Bizottságnak (Komitet Obrony Robotników, KOR) 1976 szeptemberében és a KSS KOR-nak 1977-ben. Együttműködött a KSS KOR Intervenciós Irodájával. 1977-től a "Krytyka" című negyedévenként megjelenő újság szerkesztőségének tagja. 1978-tól előadásokat tartott, mint a Repülő Egyetem (Uniwersytet Latający) előadója, ami privát otthonokban szervezett tudományos kurzusokat különböző humán és szociológiai témakörökben, változó helyeken és tartalommal (innen származik a "repülő" név). A hatalom minden eszközzel üldözte ezt a kezdeményezést. Az elnyomás miatt nem kaphatott munkát állami intézményeknél, ezért fiktív alkalmazottja lett Igor Newerly-nek, mint személyes titkár. Az 1970-es években álnéven publikált néhány kriminalisztikai témájú regényt. Illegális ellenzékiként folytatott tevékenysége idején a következő álneveket használta: "Maciej Gajka", "Elżbieta Grażyna Borucka", "EGB".

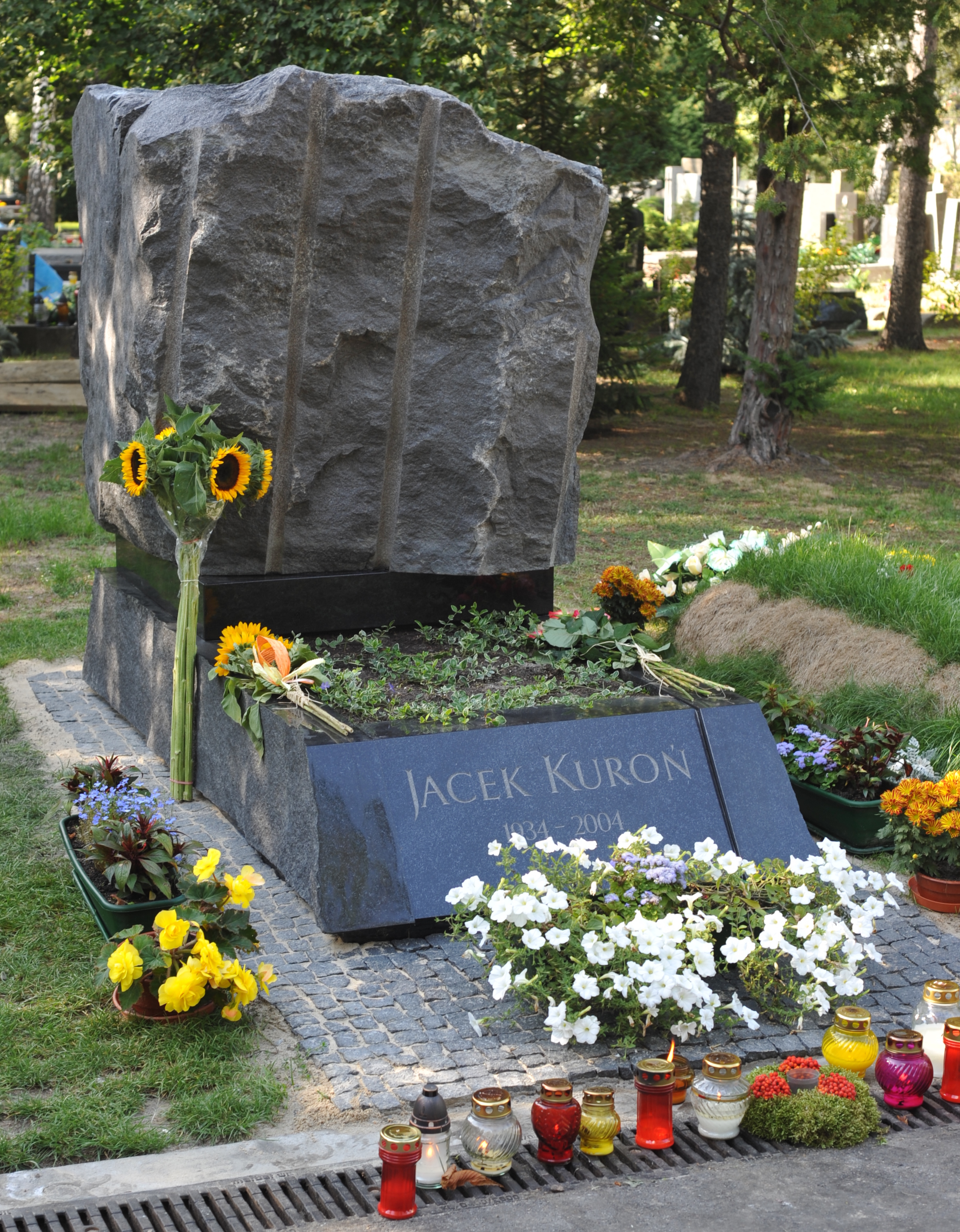
Jackek Kuroń sírja a Powązki Katonai Temetőben

1980-ban megszervezte az sztrájkmozgalom információhálóját. 1980 szeptemberében az Szolidaritás Független Szakszervezet (NSZZ "Solidarność") szakszervezet Nemzetközi Alapító Bizottságának tanácsadója lett. 1981. december 13-án, a szükségállapot bevezetése után internálták. 1982-ben letartóztatták a rendszer megdöntésére irányuló tevékenység vádjával, 1984-ben amnesztiával szabadult. Közben, 1982 novemberében, meghalt első felesége Grażyna (Gajka).
1989-ben részt vett a Kerekasztal megbeszéléseken. 1989-től 1990-ig és1992-től 1993-ig volt munkaügyi és közjóléti miniszter, Tadeusz Mazowiecki és Hanna Suchocka kormányában. 1989-től 2001-ig volt az Állampolgári Bizottság (Komitet Obywatelski), a Demokratikus Unió (Unia Demokratyczna) és a Szabadság Uniója (Unia Wolności) pártok képviseletében a Szejm tagja. 1995-ben részt vett a Köztársasági Elnöki címért folyó választási küzdelemben, ahol 3. helyezett lett, elnyerve a szavazatok 9,2%-át.
2000-ben, együtt második feleségével Danutával, megalapította a Jan Józef Lipski Általános Egyetemet (Uniwersytet Powszechny im. Jana Józefa Lipskiego) egy Teremiski nevű helységben, aminek első rektora lett.
Fellépett az emberi jogok megsértése ellen a Kínai Népköztársaságban és azon belül is a Tibeti Autonóm Tartományban, barátja volt a XIV. Dalai Láma.
Temetését 2004. április 26-án tartották a Powązki Katonai Temetőben, Varsóban. Sírja az Érdemesek Fasorán (Aleja Zasłużonych) található. Tisztelettel adóztak sírjánál többek között: a Lengyel Köztársaság Elnöke, különböző vallási felekezetek képviselői, római katolikusok, evangélikusok, pravoszlávok, zsidók, buddhisták, muszlimok, annak ellenére, hogy ő maga ateista volt. Régi lakhelye előtt, a varsói Żoliborz kerület Mickiewicz utcájában márványtábla őrzi emlékét.

## Kitüntetései
- 1998 Fehér Sas Érdemrend
- Francia Becsületrend
- Német Érdemkereszt
- Jarosław Mądry Érdemrend, ukrán
- Gedymir Nagyherceg Érdemrend, litván
- 2001 645. díjazottja a gyermekek által megszavazott Mosoly Érdemrendnek

## Fontosabb munkái
- Polityka i odpowiedzialność (1984, Wyd. "Aneks", Londyn) – Cikkek és esszék valamint ő általa adott interjúk gyűjteménye
- Wiara i wina. Do i od komunizmu (1989, Wyd. Niezależna Oficyna Wydawnicza, Warszawa, a także "Aneks", Londyn)
- Gwiezdny czas (1991)
- Spoko! czyli kwadratura koła (1992, Polska Oficyna Wydawnicza "BGW", Warszawa)
- PRL dla początkujących (1995, Wydawnictwo Dolnośląskie, Wrocław), együtt Jacek Żakowskival
- Siedmiolatka, czyli kto ukradł Polskę? (1997, Wydawnictwo Dolnośląskie, Wrocław), együtt Jackiem Żakowskival
- Działanie. Jeśli nie panujemy nad swoim życiem, ono panuje nad nami (2002, Wydawnictwo Dolnośląskie, Wrocław)
- Rzeczpospolita dla moich wnuków (2004, Wydawnictwo Rosner i Wspólnicy, Warszawa)

## Fordítás
- Ez a szócikk részben vagy egészben  a   Jacek_Kuroń című lengyel Wikipédia-szócikk fordításán alapul.  Az eredeti cikk szerkesztőit annak laptörténete sorolja fel. Ez a jelzés csupán a megfogalmazás eredetét és a szerzői jogokat jelzi, nem szolgál a cikkben szereplő információk forrásmegjelöléseként.